# Europäischer Polizeikongress
Der Europäische Polizeikongress ist eine zweitägige, jährlich in Berlin stattfindende, innenpolitische Konferenz des privaten Veranstalters Behörden Spiegel. Es ist eine der größten Fachkonferenzen zur Inneren Sicherheit in der Europäischen Union. In der begleitenden Fachausstellung präsentieren sich hauptsächlich IT-Unternehmen und IT-Dienstleister, daneben einzelne Rüstungsunternehmen sowie Unternehmen, die Überwachungs- und Sicherheitstechnik herstellen. Ebenfalls vertreten waren u. a. Polizeigewerkschaften.

## Chronologie
Der 17. Europäische Polizeikongress fand 2014 unter dem Titel „Schnittstellen der Sicherheitsarchitektur: National – Europäisch – Global“ statt.
Der 18. Europäische Polizeikongress tagte 2015 unter dem Titel Herausforderungen und Grenzen der Sicherheit in Freiheit. Infrastruktur und Architektur europäischer Sicherheit im Berlin Congress Center. Wesentliche Bestandteile des Programms 2015 waren die Bedeutung des Schengen-Raums für Freiheit und Kriminalität, die Rolle eines zusammenwachsenden Europas für das organisierte Verbrechen und den Terrorismus sowie die Kooperation von Zoll und Polizei. Im Rahmen des 18. Europäischen Polizeikongresses sprach u. a. Jürgen Stock, der Generalsekretär von Interpol, zu den Teilnehmern. Zudem fanden Fachforen zu Themen wie Cyber-Kriminalität, Wirtschaftsspionage oder Predictive Policing statt.
Zum 19. Europäischen Polizeikongress 2016 kamen knapp 1.600 Teilnehmer. Leitthemen der Tagung waren Internetkriminalität, Organisierte Kriminalität und Terrorismus. Hauptredner 2016 waren unter anderem der Chef des Bundeskanzleramtes Peter Altmaier, der Präsident des Bundesamtes für Verfassungsschutz Hans-Georg Maaßen, und der Terrorismusforscher Peter R. Neumann.
Der 20. Europäische Polizeikongress 2017 mit ebenfalls rund 1.800 Teilnehmern fand unter Mitwirkung von Bundesinnenminister Thomas de Maizière, dem österreichischen Innenminister Wolfgang Sobotka, Fabrice Leggeri, Exekutivdirektor Frontex, Nicoletta della Valle, Direktorin des schweizerischen Bundesamtes für Polizei (fedpol), Hans-Georg Maaßen, Präsident des Bundesamtes für Verfassungsschutz (BfV) und Arne Schönbohm, Präsident des Bundesamtes für Sicherheit in der Informationstechnik (BSI) statt.
Der 21. Europäische Polizeikongress 2018 fand mit rund 1.800 Teilnehmern statt. Redner waren unter anderem der Präsident des Bundeskriminalamtes (BKA), Holger Münch, sowie Hans-Georg Maaßen, Präsident des Bundesamtes für Verfassungsschutz (BfV).
Beim 22. Europäische Polizeikongress 2019 waren unter anderem der Präsident des Bundeskriminalamtes (BKA), Holger Münch, sowie Wolfgang Sobotka, Präsident des österreichischen Nationalrates als Redner anwesend. 2020 eröffnete der damalige Bundesinnenminister Horst Seehofer. 2021 sprachen unter anderem der österreichische Innenminister Karl Nehammer und Berlins damaliger Innensenator Andreas Geisel. 2022 waren unter anderem der österreichische Innenminister Gerhard Karner sowie Bayerns Innenminister Joachim Herrmann Referenten.
Der 26. Europäische Polizeikongress fand vom 3. bis 4. Mai 2023 in Berlin statt. Themen waren beispielsweise EU-Grenzmanagement, Überwachungssoftware und Künstliche Intelligenz.

## Reaktionen
Der Kongress führt seit einigen Jahren zu Demonstrationen und Ausschreitungen. Vorgeworfen wird der Veranstaltung neben deren inhaltlichen Ausrichtung auch eine mangelhafte Transparenz. Zum Beispiel lehnte der Polizeikongress Mitgliedern der Nachrichten-Website netzpolitik.org mehrfach die Akkreditierung ab. Auch beim 23. Kongress 2023 in Berlin war einigen Medien die Teilnahme nicht möglich.